# José María Casabó
José María Casabó Torras (Barcelona, 10 de noviembre de 1898 - Buenos Aires, 7 de abril de 1971) fue un político, abogado y empresario español, diputado en Cortes durante la Segunda República.

## Biografía
Nació en Barcelona el 10 de noviembre de 1898. Realizó estudios de derecho por la Universidad de Barcelona, donde se licenciaría en 1919. Colaborador directo de Francisco Cambó, durante las décadas de 1920 y 1930 formó parte de varios consejos de administración. Fue miembro de la catalanista Lliga Regionalista, luego renombrada como Lliga Catalana.
Durante la Segunda República diputado tanto en las Cortes republicanas como en el Parlamento de Cataluña. También fue propietario de varios periódicos de Lliga, como Catalònia —del cual fue fundador—, Avui o Ara. Tras el estallido de la Guerra civil huyó junto a su familia mediante pasaportes falsos, instalándose en Bélgica.
Posteriormente se trasladaría a Estados Unidos y Argentina, país donde pasaría el resto de su vida.
Falleció en Buenos Aires el 7 de abril de 1971.